# Isuzu Faster
L’Isuzu Faster è un pick-up prodotto dalla casa automobilistica giapponese Isuzu dal 1972 al 2005 in tre differenti generazioni. Il modello è stato venduto con varie denominazioni in tutto il mondo fino al 2002 quando è stato sostituito dall'Isuzu D-Max.
In Europa è stato venduto come Isuzu Campo, Isuzu Pick-Up e Opel Campo.

## Prima generazione (1972-1980)
Il Faster si basava sulla berlina Isuzu Florian e sostituì il modello Isuzu Wasp derivato dalla berlina Bellett. A differenza del predecessore, il nuovo Faster era disponibile anche in una versione con un passo lungo e con carrozzeria a doppia cabina cinque posti. Il pick-up (codice telaio KB20 per la versione più corta e KB25 per la versione con passo più lungo) condivideva molti componenti tra cui le portiere e il muso frontale con la berlina Florian. È stato prodotto nello stabilimento di Fujisawa a Kanagawa in Giappone.
Il veicolo era un pick-up tradizionale con un telaio a longheroni e sospensione ad assale rigido posteriore con molle a balestra. Le sospensioni anteriori adottano lo schema a doppi bracci trasversali. Era disponibile con un motore a benzina da 1584 cc e 65 cavalli o con un motore diesel 1951 cc erogante 49 cavalli. In Alcuni mercati era disponibile anche un motore a benzina da 1817 cc da 72 cavalli. Tutti avevano una trasmissione manuale a quattro velocità. Nel 1976 vi fu un restyling con un nuovo design anteriore, freni a disco anteriori e ora era disponibile un cambio automatico a 3 velocità. A partire dal 1979 la trazione integrale fu disponibile sui modelli da esportazione con la sigla KB40.
Nella maggior parte dei mercati di esportazione il modello è stato venduto come Isuzu KB o Isuzu Pickup. Da quando General Motors ha acquisito una partecipazione in Isuzu nel 1971, il modello è stato offerto anche da GM nel mercato americano come Chevrolet LUV.

### Oceania
Holden, gruppo GM, importò il veicolo dal novembre 1972 con il nome Chevrolet LUV. Nel 1977 il modello fu commercializzato come Isuzu KB.

### Europa
In Europa, il Faster fu commercializzato dalla filiale europea della GM, la Bedford, come Bedford KB, ma in molti mercati anche come Isuzu Pickup o Isuzu KB.

### Asia
In molti mercati venne venduto come Isuzu Faster o semplicemente come Isuzu pick-up. 

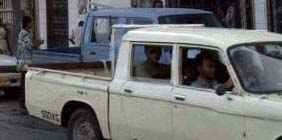
Il Faster in versione a cabina doppia
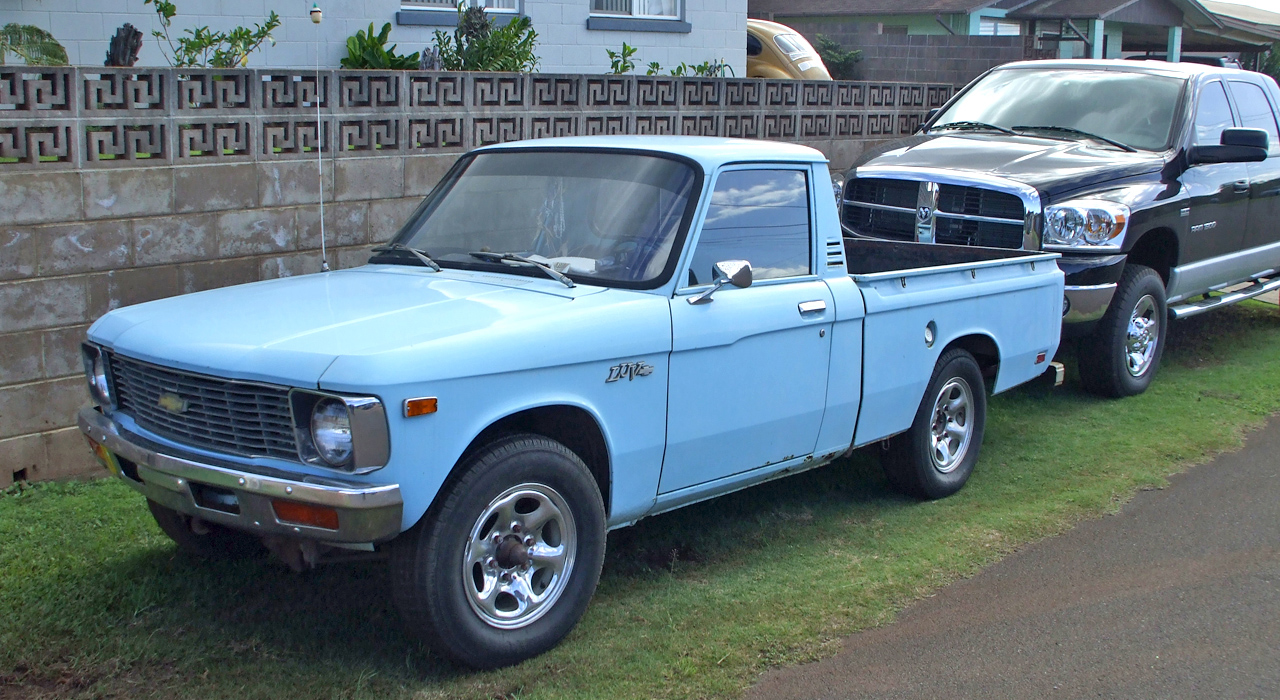
Chevrolet LUV

## Seconda generazione (1980-1988)
La seconda generazione venne venduta sia come Isuzu Faster che come Isuzu KB nei mercati di esportazione, poiché il nome Faster era registrato da altre case automobilistiche. Inoltre, il modello è stato anche chiamato Isuzu P'up sul mercato americano. Per la prima volta, Isuzu ha offerto una versione fuoristrada chiusa a trazione integrale sul mercato interno denominata Isuzu Faster Rodeo. Inizialmente era disponibile solo per la versione cabina singola a passo corto e successivamente venne introdotta la versione a passo lungo con cabina doppia 5 porte. Nel 1983 il modello fu rivisto e aggiornato e venne lanciato con nuovi motori e trasmissioni. Oltre a un motore diesel da 2,2 litri aspirato erogante 61 cavalli era disponibile anche un motore diesel da 2,5 litri da 75 cavalli. Un'altra novità era il motore a benzina da 2,0 litri da 79 cavalli. Tutti erano abbinati ad cambio manuale a cinque marce oppure ad un automatico a 4 rapporti (di serie oppure optional a seconda del mercato). La versione di Spacecab è stata lanciata nel 1985; era una cabina singola estesa con finestrini laterali aggiuntivi e una panca a tre posti pieghevole nella zona posteriore. Allo stesso tempo, ci fu un leggero restyling e debuttò un nuovo motore a benzina da 2,3 litri da 110 cavalli. Nel 1987 il Faster fu nuovamente rivisto e venne introdotta una nuova griglia frontale, il servosterzo era disponibile su richiesta.

### Nord America
In Nord America, il Faster continuò a essere venduto come Chevrolet LUV, ma la General Motors interruppe le vendite nel 1982 a favore del proprio Chevrolet serie S sviluppato senza Isuzu. Pertanto Isuzu continuò la distribuzione e le vendite del veicolo dal 1982 ribattezzandolo Isuzu P'up (abbreviazione di Pickup).

### Sud America
Come nel Nord America, è stato venduto dalla General Motors con il marchio Chevrolet ribattezzato Chevrolet LUV. È stato prodotto in Cile in kit CKD fino alla comparsa del Faster TF nel 1988.

### Oceania
Importato dalla Holden è stato venduto come Holden Rodeo.

### Europa
In Europa il modello è stato offerto come Bedford KB nel Regno Unito e come Isuzu KB negli agli paesi.

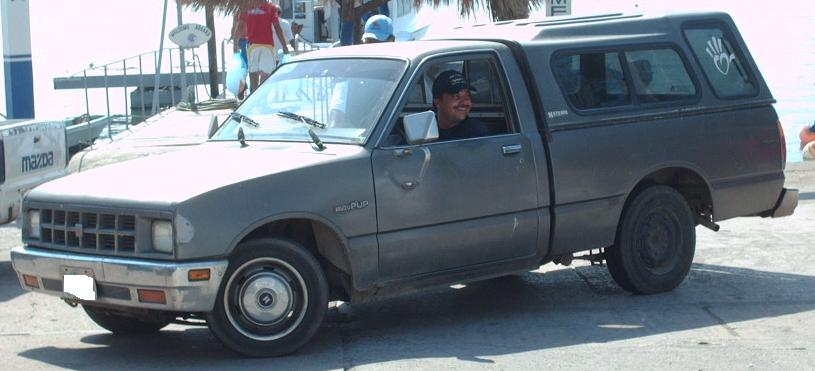
Isuzu P´up
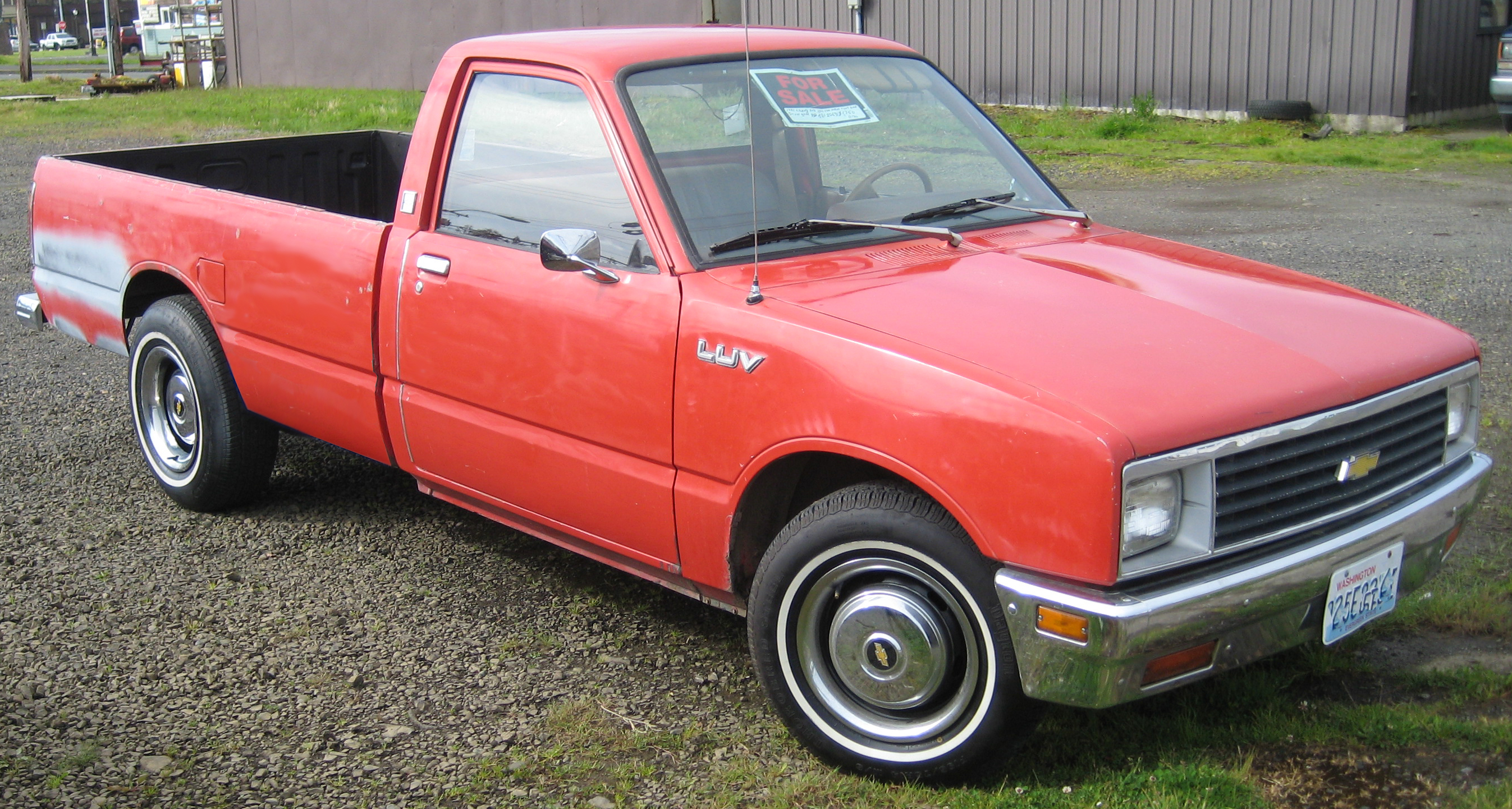
Chevrolet LUV seconda serie
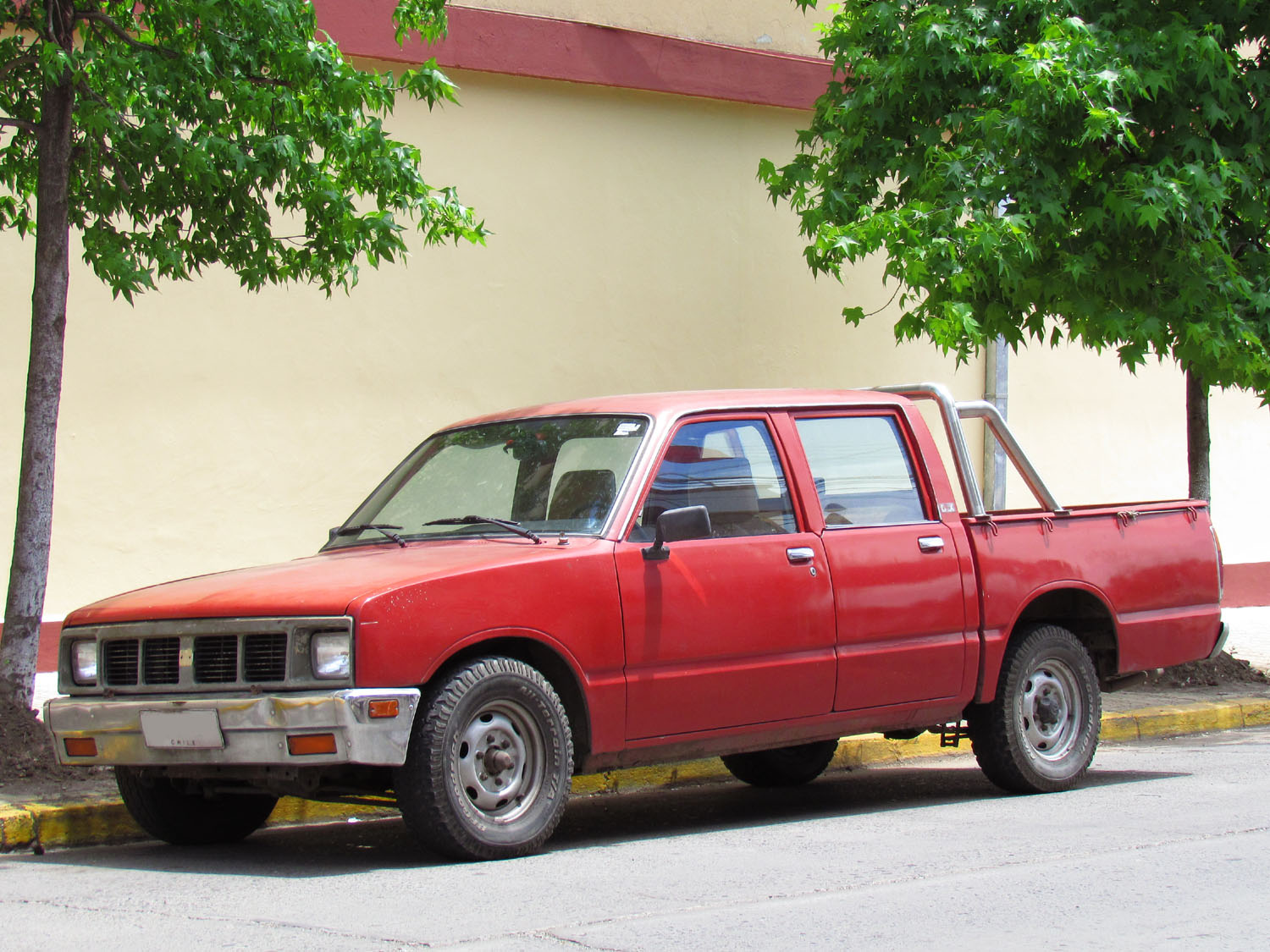
Chevrolet LUV a cabina doppia

## Terza generazione (1988-2005)
Nel maggio 1988 il nuovo Faster (serie TF) è stato presentato sul mercato interno. In Giappone solo i modelli a trazione posteriore erano denominati Faster, mentre i modelli a trazione integrale erano chiamati Isuzu Rodeo. Totalmente nuovo possedeva una cabina del guidatore più lunga e spaziosa del predecessore con un parabrezza più grande. La gamma motori a benzina era composta da un 2,2 litri che erogava 115 cavalli, un 2,3 litri da 96 cavalli e un 2,6 litri da 120 cavalli. La gamma motori diesel era composta da un 2,8 litri Isuzu 4J con turbocompressore da 100 cavalli. Tutti erano disponibili con una trasmissione manuale a 5 rapporti o optional una trasmissione automatica a 4 rapporti. È stato prodotto in numerose varianti di carrozzeria, con cabina singola a due porte, “Space Cab” a cabina singola allungata a due porte e infine cabina doppia a quattro porte.
Oltre all'Isuzu Rodeo dallo stesso pianale è stato sviluppato anche il fuoristrada Isuzu Wizard (venduto come Opel Frontera in Europa) basato sul telaio a trazione integrale.
Nel 1992 ci fu un restyling della Faster TF e il motore turbo diesel da 2,8 litri ricevette l’iniezione diretta e una potenza incrementata a 110 cavalli che sostituì il precedente motore diesel.
Nell'ottobre 1994 la vendita dei Faster/Rodeo TF si concluse in Giappone, dove non ebbe successori. Continuò ad essere venduto nei mercati esteri dove nel 1997 ricevette un consistente restyling realizzato presso il centro stile americano che porto al debutto un design frontale più morbido e arrotondato, nuove portiere e vetri laterali e un cassone ridisegnato oltre a migliorie al telaio. Internamente la plancia venne ridisegnata e presentava un cruscotto di nuova concezione, simile a quello dell’Isuzu Wizard costruito dal 1995 al 1997. Gli airbag per guidatore e passeggero anteriore erano ora di serie, a seconda della versione.

### Nord America
La serie Faster TF è apparsa in Nord America nel 1987 venduta come Isuzu Pickup. È stato prodotto per il mercato locale nello stabilimento della joint venture Subaru-Isuzu Automotive a Lafayette gestito insieme a Subaru. Gli unici motori disponibili erano il benzina da 2,6 litri e dal 1991 al 1994 il V6 benzina GM da 3,1 litri da 120 CV. Nel 1996 il nuovo Isuzu Hombre, gemello dello Chevrolet Colorado americano, sostituì il Faster TF.

### Sud America
Come il predecessore, il Faster TF è stato nuovamente offerto sotto il nome Chevrolet LUV. Veniva assemblato in CKD ed esportato in Bolivia, Perù, Argentina, Messico, Uruguay, Paraguay, Colombia e Venezuela. Sono state prodotte in totale oltre 220.000 unità.
Alla fine degli anni '80, iniziò un assemblaggio supplementare a Bogotá nello stabilimento della Colmotores e a Quito presso lo stabilimento di Ómnibus BB Transportes (ora General Motors ÓBB) con un motore a benzina a quattro cilindri in linea da 1,6 litri da 80 CV. Fu solo nell'ottobre 2005 che la produzione sia della Chevrolet LUV che dell’Isuzu Faster TF fu interrotta e sostituita dall’Isuzu D-Max.

### Oceania
Holden ha nuovamente introdotto la serie TF con la denominazione Holden Rodeo. Dal 1998 era disponibile con un motore a benzina GM V6 da 3,2 litri erogante cavalli. Il V6 da 3,2 litri era il motore più potente presente su un pick-up classico in Australia fino a quando non fu sostituito nel 2003 dal nuovo Rodeo basato sull’Isuzu D-Max. Il veicolo è stato aggiornato nel 2001 e ha ricevuto un nuovo motore diesel a iniezione common rail V6 da 3,0 litri erogante 129 CV oltre a vetri spia trasparenti e una nuova griglia frontale.

### Europa

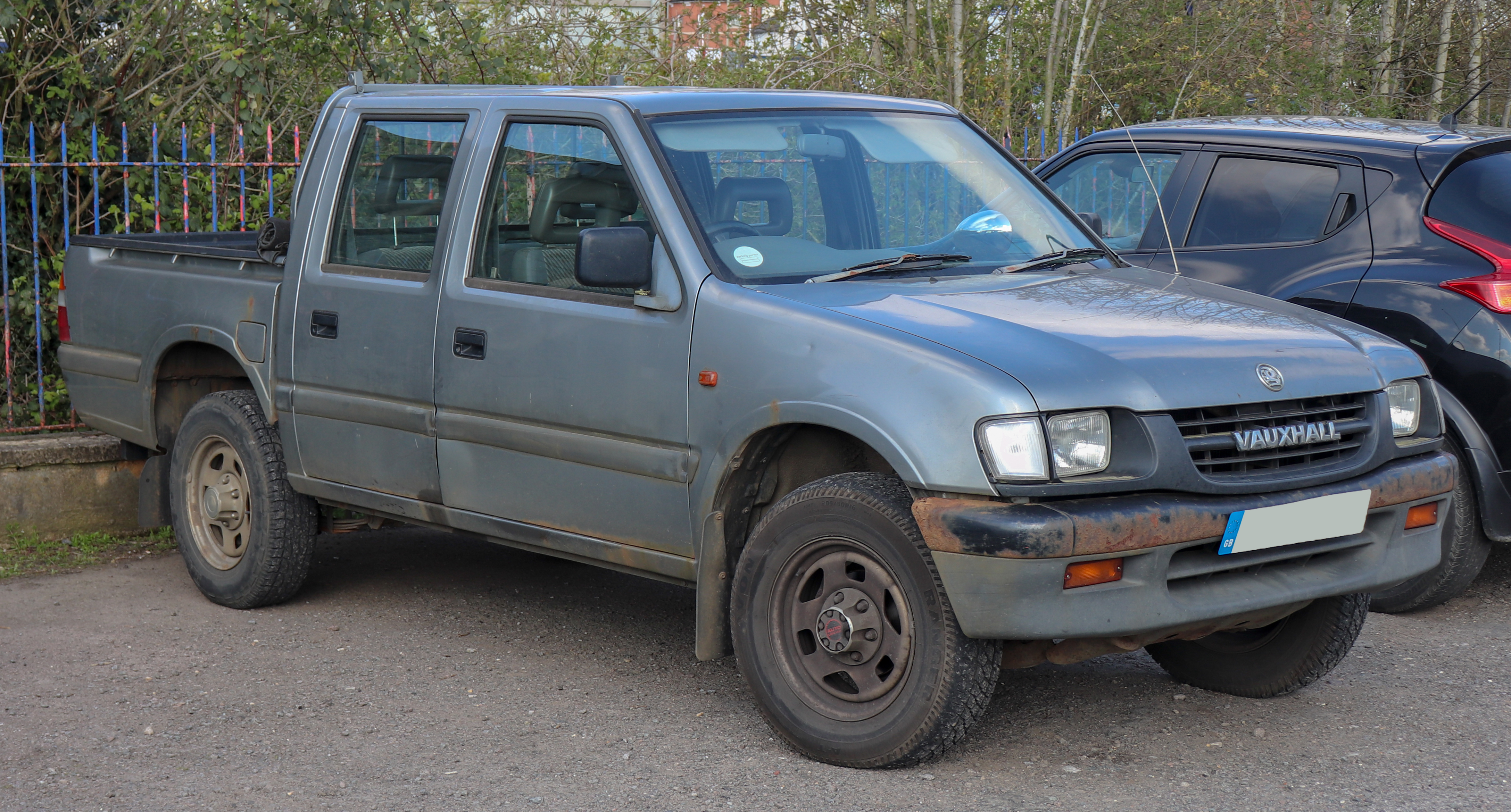
Vauxhall Brava 2.5 4x4 del 2000

In Europa la terza generazione è stata venduta dal 1988 come Isuzu Campo presso i concessionari della rete di vendita Opel (gruppo GM). Dal 1991 in occasione di un restyling estetico venne venduto sia come Isuzu Pick-Up (dalla rete Isuzu) sia come Opel Campo (dalla rete Opel). Nel Regno Unito invece venne venduto dal 1988 come Bedford Brava e successivamente (alla soppressione del marchio Bedford nel 1991) come Vauxhall Brava dalle concessionarie del marchio Vauxhall, e parallelamente anche dalle concessionarie Isuzu ribattezzato semplicemente Isuzu TF Pickup.

### Asia
Nei mercati asiatici, il modello è stato parzialmente offerto sia come Isuzu Rodeo sia come Opel Campo.
Come Isuzu TFR, Isuzu Dragon Eyes, Isuzu Dragon Power e Honda Tourmaster in Thailandia dove era assemblato localmente ed è rimasto in produzione fino al 2005. È stato venduto come Isuzu Fuego nelle Filippine. In Cina è stato prodotto localmente dalla joint venture Jiangxi Isuzu Motors (formata da Isuzu e la Jianling Motors Corporation) fino al 2016 e venduto con numerosi marchi (Jinbei Chevrolet S10 e Isuzu TF).
In Malaysia è stato ribattezzato come Isuzu Invader.

### Medio Oriente / Africa
Principalmente offerto come Opel Campo. In Egitto è stato venduto come Chevrolet serie T in quanto il marchio americano aveva una rete di vendita molto diffusa nel territorio. In Israele è stato venduto come Isuzu Ippon. In tutti questi mercati è stato sostituito dall’Isuzu D-Max.

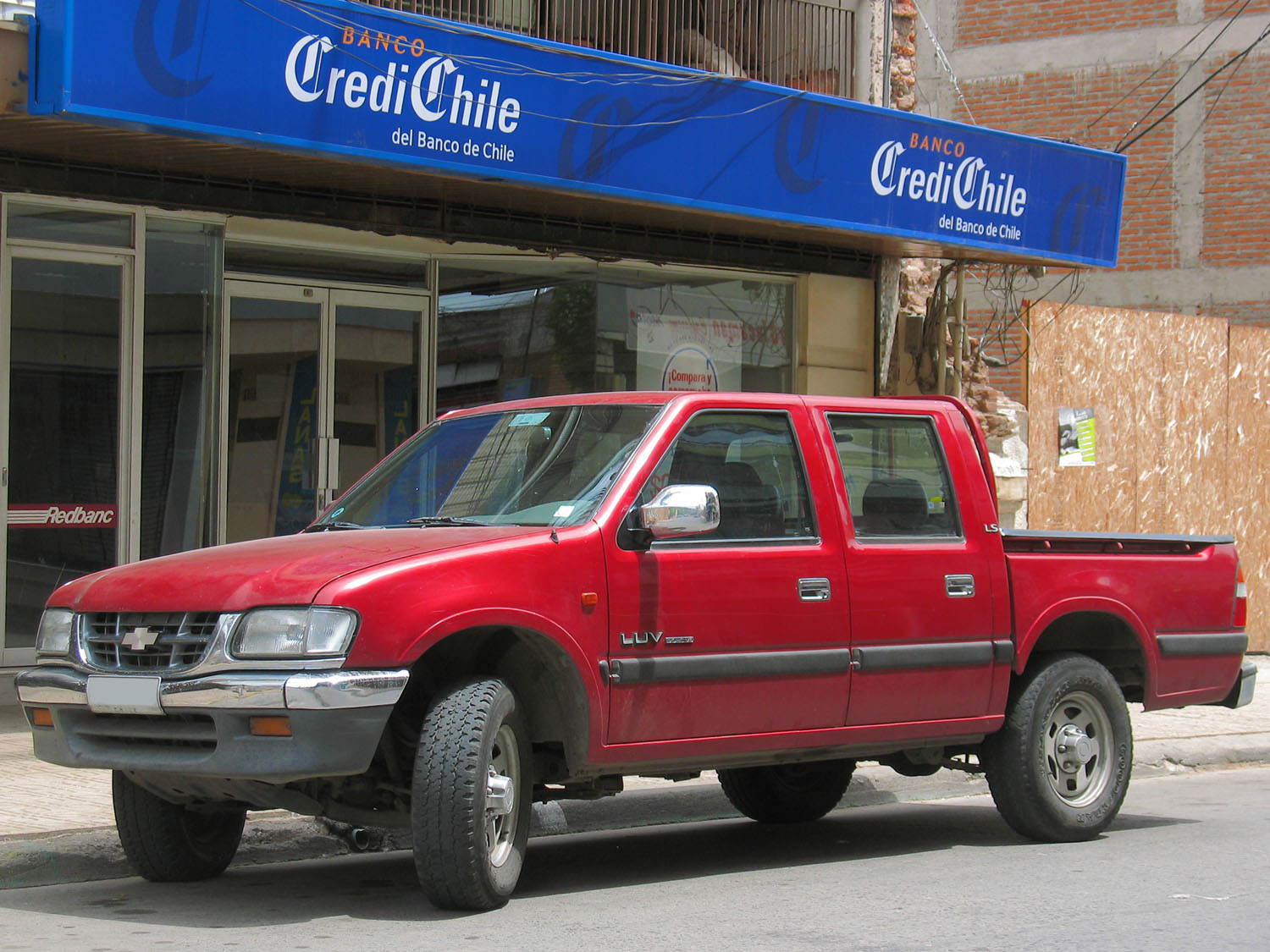
Chevrolet LUV
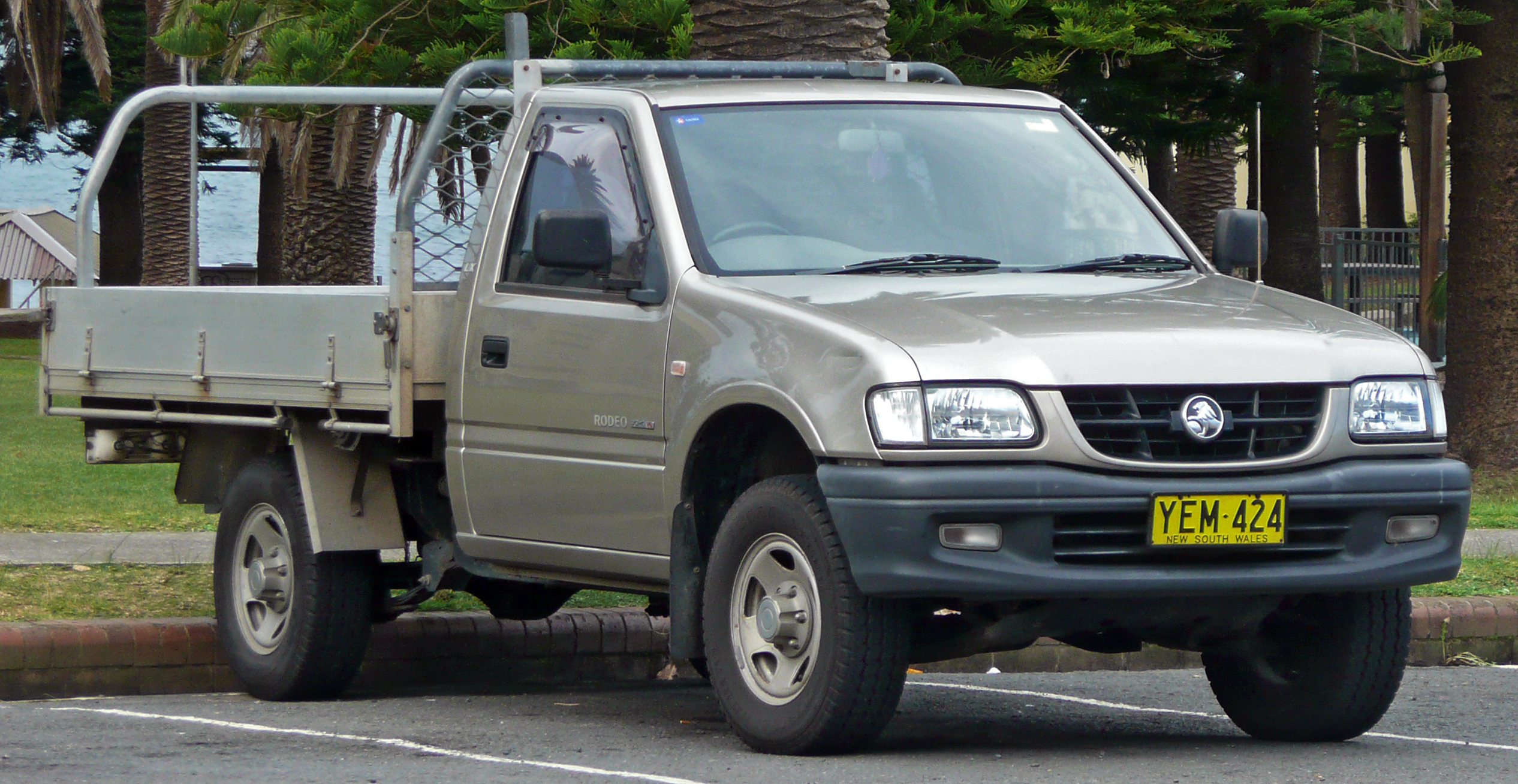
Holden Rodeo (Australia)
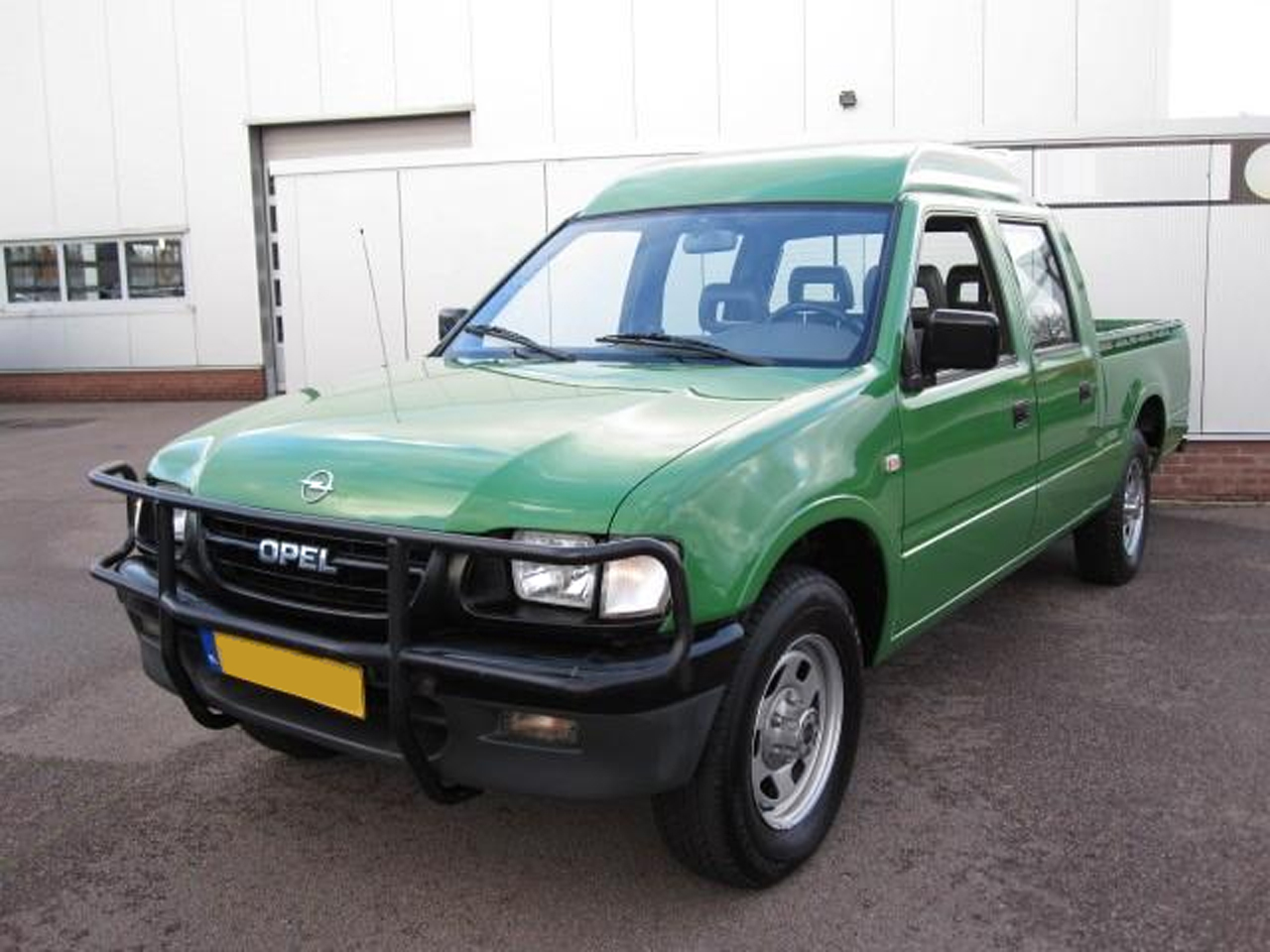
Opel Campo (restyling)
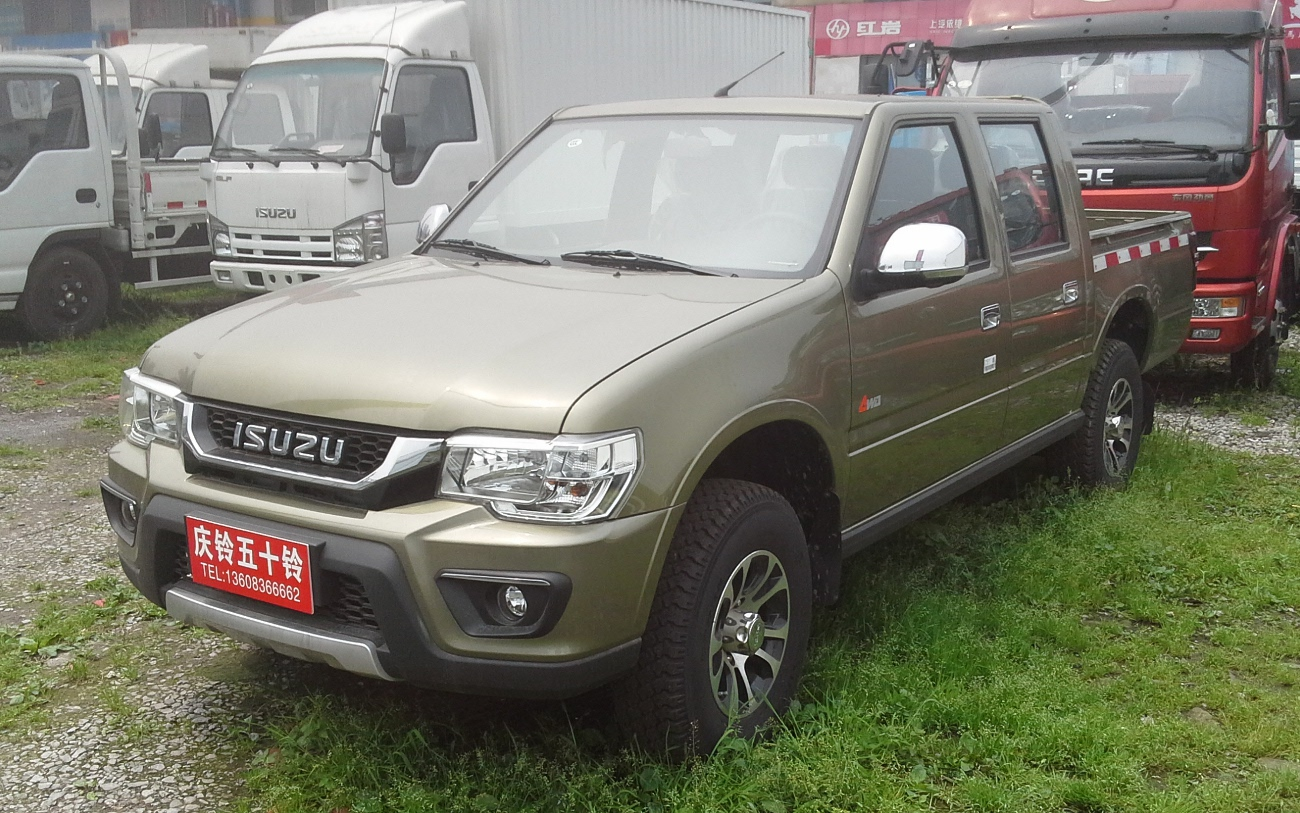
Isuzu TF del 2016, mercato cinese